# Tornaľa
Tornaľa (węg. Tornalja) – miasto w południowej Słowacji, w powiecie Revúca, w kraju bańskobystrzyckim.
Położone nad rzeką Slana na wysokości 182 m n.p.m. Ludność: 7,5 tys. (2011), w większości Węgrzy.
Pierwsze wzmianki o osadzie Tornaľa pochodzą z 1245. Przez wiele wieków miasto było ośrodkiem administracyjnym i handlowym otaczającego go rejonu rolniczego.
W latach 1948–1990 nosiło nazwę Šafárikovo na cześć słowackiego poety Pavla Jozefa Šafárika.
Ważniejsze zabytki miasta:
- gotycki kościół z XV wieku,
- neoklasycystyczny dwór z XIX wieku,
- kościół ewangelicki z 1933,
- kąpielisko „Teplá woda”.

Na terenie kąpieliska znajduje się jezioro Teplá woda – najgłębsze jezioro termalne na Słowacji. Ma średnicę ok. 50 m i głębokość 36 m. Jego najgłębszą partię stanowi studnia o wymiarach 15 m na 10 m. Z uwagi na dogodne położenie i znaczną głębokość jest wykorzystywane jako zbiornik treningowy dla nurków.